# 성년의 날
성년의 날은 5월 셋째 월요일에 대한민국의 기념일이다. 매년 만 19세가 된 젊은이들에게 성인으로서 자각과 사회인으로서의 책무를 일깨워 주고 성년이 되었음을 축하 격려할 뿐만 아니라, 국가사회가 바라는 유능한 인재 양성을 위한 바른 국가관과 가치관 정립을 위해 제정된 날이다.

## 날짜
매년 5월 셋째 월요일으로, 우리나라는 1973년부터 1974년에 걸쳐 각각 4월 20일에 성년의 날 기념행사를 하였으나 1975년부터는 청소년의 달인 5월에 맞추어 날짜를 5월 6일로 바꾸었다. 그러다가 1984년에 이르러 현재와 같은 5월 셋째 월요일에 성년의 날을 기념하고 있다.

### 날짜 특성
- 토요일로 시작하는 윤년(예: 2028년, 2056년, 2084년 등)과 일요일로 시작하는 평년(예: 2006년, 2017년, 2023년, 2034년, 2045년, 2051년, 2062년, 2073년, 2079년, 2090년 등)일 경우에는 스승의 날(5월 15일)과 겹친다.
- 수요일로 시작하는 윤년(예: 2020년, 2048년, 2076년 등)과 목요일로 시작하는 평년(예: 2009년, 2015년, 2026년, 2037년, 2043년, 2054년, 2065년, 2071년, 2082년, 2093년, 2099년 등)일 경우에는 5·18민주화운동 기념일과 겹친다.
- 일요일로 시작하는 윤년(예: 2012년, 2040년, 2068년, 2096년 등)과 월요일로 시작하는 평년(예: 2007년, 2018년, 2029년, 2035년, 2046년, 2057년, 2063년, 2074년, 2085년, 2091년 등)일 경우에는 부부의 날(5월 21일)과 겹친다.

## 유래
'삼한시대 마한에서 소년들의 등에다 상처를 내어 줄을 꿰고 통나무를 끌면서 그들이 훈련받을 집을 지었다'는 성년식에 관한 기록과 '신라시대 중국의 제도를 본받아 관복을 입었다'는 기록이 있으나, 문헌상 확실히 나타난 것은 고려 광종 16년(서기 965년)에 태자 주에게 원복(元服)을 입혔다는 데서 비롯되었다고 볼 수 있다. 원복이란 문자적으로 해석하면 원나라의 복장이라는 뜻이지만, 당시 어른들의 평상복인 배자(褙子, 덧저고리)를 말하므로 태자에게 성인복을 입혔음을 뜻한다.

## 과거 성년의 날
관혼상제(冠婚喪祭)의 첫째 관문인 ‘관’이 바로 이 성년례를 말하는 것이다.

우리나라의 전통 관례는 유교 문화의 영향을 받았다. 유교에서 말하는 어른(성인)이란 한 집안의 자식과 나라의 신하로 올바르게 행동해야 할 사람을 뜻한다. 그래서 관례를 통해 당사자에게는 성인이 되었으니 자신의 책임을 다 하라는 뜻과 사회에는 이 사람도 사회의 구성원이 되었음을 알리는 뜻을 가지고 있다. 이런 이유로 옛날에는 혼례보다 관례를 더 중요하게 생각하였다. 결혼을 해야 어른이 되는 것이 아니라 결혼을 하지 않았어도 관례를 치렀다면 어른으로 인정받는 것이기 때문이다. 

과거 전통 관례는 관례와 계례가 있었다. 관례는 남자아이의 15~20세 사이에 땋아 내렸던 머리를 빗겨 상투를 틀고 갓을 씌워 주는 의식이며, 계례는 15세가 된 여자 또는 약혼한 여자가 올리던 성인 의식으로, 땋았던 머리를 풀고 쪽을 찌는 의식이다. 성년례는 성인의 복식을 갖추는 가례와 술과 다식을 받는 초례, 새로운 이름인 자(字)를 받는 자관자례로 구성된다.

남자의 경우, 가례는 관례의 시작을 알리는 것으로 관례자의 머리를 빗어 상투를 틀고 갓을 씌우고 옷을 갈아입히는 것이다. 초례는 관례자에게 술을 따라 주고 술로써 예를 행하는 것으로 성년이 되어 술을 마실 수 있게 되므로 절제를 익힐 수 있도록 하는 것이다. 자관자례는 관례를 주관하는 사람이 관례의 주인공에게 ‘자(字)’를 내리는 것이다. ‘자(字)’란 관례를 치른 남자가 갖는 이름이다. 조선시대의 남자 아이들은 ‘아명(兒名)’이라고 하여 어릴 때 쓰던 이름이 따로 있었다. 관례를 치르기 전에는 아명으로 부르다가 관례를 치르고 난 뒤에는 ‘자(字)’를 이름 대신 쓰는 것이다.

관례를 치르는 연령은 보통 15세 이상이었으나, 조선 중기 이후 임진왜란과 병자호란 양란을 겪으면서 조혼(早婚) 풍습이 생겼다. 그때부터는 관례를 치르는 연령도 낮아져서 10세 전후에 치르기도 했다. 때로는 10세 전후의 아이들에게 관례의식을 치르지 않고 초립이나 복건을 씌우는 풍습도 생겼다. 그래서 ‘초립동’이란 말이 생겨났다. 관례는 원래 양반계층을 중심으로 시행되었으며, 천민들에게는 해당되지 않았다. 이러한 관례는 전해오는 동안 지역과 가문에 따라 조금씩 변모되었다.

이러한 성년례(成年禮)는 고려 이후 조선시대에 이르러서는 중류 이상에서 보편화된 제도였으나 조선말기의 조혼 경향과 개화기(단발령)이후 서서히 사라지게 되었다.

## 현대 성년의 날
20세기 중반까지는 만 20세가 되면 지역이나 마을 단위로 어른들을 모셔 놓고 성년이 되었음을 축하하는 전통 의례를 치르는 곳이 많았다. 그러나 산업화, 도시화에 밀려 전통적인 풍습은 더 이상 지속되기 어렵게 되었다. 성년식이 거의 사라질 무렵, 국가에서는 문화관광부를 중심으로 전통 성년식을 부활시키기위해 오늘날 청소년들에게 전통문화에 대한 긍지와 자부심을 심어주고, 전통 성년식에 담긴 사회적 의미를 깨우쳐 줄 목적으로 1999년부터 표준 성년식 모델을 개발하였다. 이후 국가에서 행하는 공식적인 의식은 여성가족부 주관으로 그 해에 만 19세(2013년 민법 개정으로 성년을 만 20세에서 만 19세로 낮추었다.)가 되는 성년을 각 직장 및 기관 단위별로 한자리에 모아 기관장의 훈화와 모범성년에 대한 표창, 그리고 간단한 다과회 등을 가지며, 청소년들을 위한 범국민적인 행사가 개최된다. 또한 전통 관례복장을 갖추고 의식을 주관하는 어른인 ‘큰손님’을 모셔놓고 상견례(相見禮), 삼가례(三加禮), 초례(醮禮)를 거쳐 성년 선언으로 이어지는 의식을 한다. 특히 최근에 와서 우리나라 전통적인 성년례는 성균관(成均館)에서 전통격식으로 행해지고 있다.

국가에서 행하는 공식적인 의식을 제외하고는 가정에서 특별한 기념식은 거의 하지 않는다. 단지 성년이 된 자녀에게 축하 인사나 선물을 하는 정도이다. 오히려 친구들끼리 성년식 행사를 갖는데, 장미, 향수, 술, 키스를 선물하거나 평소 갖고 싶었던 물건들을 선물로 주고받는다. 장미는 무한한 열정과 사랑이 지속되길 바라는 의미이며, 보통 만 19세에 성년을 맞이하기 때문에 나이에 맞게 열아홉 송이의 장미를 선물한다. 향수는 좋은 향기만큼 다른 이들에게 좋은 기억으로 남기를 바라는 마음을 의미한다. 키스는 성년이 된 만큼 책임감있는 사랑을 하라는 의미를 가진다.

## 주관처
문화관광부가 주관하던 것을 2006년 9월 6일 국가청소년위원회로 이전했고, 2008년 주관부가 조직개편되면서 보건복지부로 변경됐다. 이후 2010년 3월 또 한 번 주관부처가 변경돼 2014년부터 여성가족부가 주관하고 있다.

## 각 국의 성년의 날

##### 미국
매년 5월 셋째 주 월요일을 시민의 날 정하고 있다. 시민의 날에는 새로이 선거권을 갖게 되는 성년들을 축하하며 성인으로서의 책임 의식을 가질 수 있도록 가르친다고 한다. 성년이 되는 기준은 주마다 조금씩 달리하고 있으나 일반적으로 18세의 생일이 지나면 성년으로 여긴다.

##### 일본
매년 1월 둘째 월요일이며, 국가 공휴일로 지정되어 있다. 여자는 화려한 머리띠와 함께 기모노를 입고, 남자는 정장을 입고 사진관에서 기념사진을 촬영한다. 또한 지역에서 마련한 성인식 행사에 참여하거나 가족들과 절에 가기도 한다. 특이한 점은 일본의 성년 기준이 일반인이냐 왕족이냐에 따라 다르다는 것이다. 일반 국민은 만 20세를 성년으로 보지만 국왕, 왕세자, 왕세손은 만 18세를 성년으로 규정하고 있다.

##### 독일
유럽의 나라들은 특별히 정한 성년의 날이 없고 나라마다 성인으로 규정하는 기준도 다르다.

독일의 성년 기준 연령은 20세이다, 하지만 지능과 정신연령을 측정해 통과한 사람에게는 18세부터 성년 신고를 받는다. 독일의 경우, 특별한 성년의식은 없지만 18세가 되는 해의 생일에 온 가족이 모여 성년이 된 것을 축하한다.

##### 이스라엘
유대인 남자는 13세가 되면 통곡의 벽에서 ‘바르미츠바’라는 성년식을 가진다. 통곡의 벽은 유대인에게 아주 중요한 성지이다. 그래서 이스라엘에 거주하지 않더라도 성년식을 위해 가족과 함께 통곡의 벽을 찾는다. 통곡의 벽 화당에서 아버지는 아들에게 3,500년 전에 일어난 민족의 구원과 태동에 대한 이야기를 들려준다. 아들은 이를 암기하여 신앙심을 쌓고 역사 의식을 가진다. 이처럼 이스라엘의 성인식은 유대 민족 일원으로 성년이 된 것에 감사하고 책임감을 배우는 경건한 행사이다.

## 같이 보기
- 대한민국의 기념일
- 성인식
- 성인

## 참고 문헌
- 《한국세시풍속사전(봄편)》, 국립민속박물관, 2005
- 임동권, 《한국세시풍속연구》, 집문당, 1993
- 박문각, 《시사상식사전》, pmg 지식엔진연구소, 2014
- 에듀넷, http://www.edunet.net/redu/main/mainForm.do
- 두산백과, http://www.doopedia.co.kr/
- 이 문서에는 다음커뮤니케이션(현 카카오)에서 GFDL 또는 CC-SA 라이선스로 배포한 글로벌 세계대백과사전의 내용을 기초로 작성된 글이 포함되어 있습니다.